# Horodnica Wielka
Horodnica Wielka (ukr. Велика Городниця) – wieś na Ukrainie, w rejonie młynowskim obwodu rówieńskiego, nad dopływem Styru.
Częścią wsi jest dawna Horodnica Mała.